# Total War: Three Kingdoms
Total War: Three Kingdoms es un videojuego de estrategia por turnos en tiempo real desarrollado por The Creative Assembly y publicado por Sega. Como el decimotercer videojuego de la serie Total War, fue lanzado para Microsoft Windows el 23 de mayo de 2019. La compañía inglesa Feral Interactive lanzó una versión del videojuego para MacOS y Linux el mismo día.

## Jugabilidad
Al igual que sus predecesores, Total War: Three Kingdoms es un juego de tácticas de estrategia en tiempo real basado en turnos. Ambientados en el período de los Tres Reinos (220–280), los jugadores controlan una de las doce facciones del juego, que deben eliminar otras facciones, unificar China y convertirse en su principal gobernante. Estas facciones están dirigidas por los señores de la guerra, incluidos Cao Cao, Liu Bei y Sun Jian. En las batallas de asedio, los jugadores comandan unidades de infantería y de caballería. Todas las unidades que aparecen en el juego están divididas en diferentes séquitos, cada una dirigida por un poderoso general. El jugador puede desplegar hasta tres generales en el campo de batalla a la vez junto con tres en la reserva, y los jugadores solo tendrán acceso a las unidades que los generales pueden reclutar.
El jugador gana una batalla de asedio cuando todos los generales hostiles son asesinados o el punto central de la ciudad es capturado. Estos generales, que pueden ser ordenados por separado de sus tropas, tienen posesión de elementos auxiliares únicos, que pueden ser saqueados una vez que son asesinados. Por ejemplo, la Liebre Roja de Lü Bu puede ser capturada y utilizada por otros generales. Los generales pueden participar en un duelo uno contra uno, que termina cuando uno de ellos muere o huye. Cada general tiene diferentes clases y especialidades, otorgando a sus unidades beneficios tanto activos como pasivos. El equipo introduce el concepto de "guanxi" en el juego, en el que cada general formará conexiones sociales y relaciones con otros personajes. Al ver conceptos como "obligaciones, reciprocidad y confianza" como virtudes importantes, estos generales tienen personalidades y deseos únicos que los jugadores deben atender. Si sus demandas no se cumplen, su índice de felicidad bajará y esto puede llevar a varias repercusiones para los jugadores. A diferencia de los juegos anteriores de Total War en los que los personajes rara vez interactúan entre sí, los generales que aparecen en el juego están formando relaciones con los personajes que se encuentran a lo largo de la campaña. Esto agrega una capa estratégica al juego en la que los jugadores deben comprender a estos generales antes de tomar una decisión.
El juego cuenta con dos modos de juego. El primer modo, "Romance", se basa en la novela Romance de los Tres Reinos, en la que los generales están dotados de una fuerza casi sobrehumana. El otro modo, "Registros", basado en los Registros de los Tres Reinos, presenta una versión más auténticamente histórica. En los Registros, a los generales se les retiran sus poderes y ya no se les puede ordenar por separado, además de cambiar ciertos equipos en el juego para que sean más auténticos históricamente.

## Argumento
El videojuego comienza en el 190 d. C., en el que la gloriosa dinastía Han está al borde del colapso. El nuevo emperador Xian, entronizado a la edad de ocho años, fue manipulado por el señor de la guerra Dong Zhuo, cuya regla opresiva lleva al caos. Los nuevos señores de la guerra se levantan y forman alianzas para iniciar la campaña contra Dong Zhuo. Con cada jefe militar que tiene ambiciones personales y lealtades constantemente cambiantes, y los campeones que emergen de las guerras eternas darán forma al futuro de China.

### Facciones
El juego presenta doce facciones jugables en el lanzamiento, sin contar los personajes DLC. El recuento total de facciones es de 36, incluidas las facciones vasallas y PNJ. Cada facción es dirigida por un señor de la guerra.
| - Cao Cao, de Wei - Sun Jian, de Wu - Liu Bei, de Shu-Han - Ma Teng, de Liang - Liu Biao, de Chu | - Zhang Yan, de Heishan - Yuan Shao, de Song - Zheng Jiang, de Tai - Kong Rong, de Qi - Yuan Shu, de Zhong | - Gongsun Zan, de Yan - Dong Zhuo, de Zhou - (desbloqueado después de alcanzar el rango de Emperador o derrotar a su ejército en una batalla) - Gong Du - (Yellow Turban Rebellion) - He Yi - (Yellow Turban Rebellion) - Huang Shao - (Yellow Turban Rebellion) |

## Desarrollo y lanzamiento
El juego fue desarrollado por Creative Assembly. Creative Assembly había refinado muchos elementos del juego, aportando cambios tanto a la inteligencia artificial como a la interfaz del usuario. El equipo introdujo el sistema de "guanxi" para hacer que los personajes y los generales sean más importantes en el juego, ya que en Records y Romances, los dos principales modos de juego, tienen un gran enfoque en los personajes.
Cuando el juego aún estaba en preproducción en noviembre de 2016, Creative Assembly anunció que el próximo título histórico de Total War exploraría una nueva era en lugar de ser una secuela de cualquier juego anterior. Three Kingdoms fue revelado por la editorial Sega el 11 de enero de 2018 con un tráiler cinematográfico. Establecido originalmente para ser lanzado en la segunda mitad de 2018, el juego se retrasó hasta principios de 2019 para que el equipo tuviera más tiempo de desarrollo para completar la producción del juego. Posteriormente, se anunció una nueva fecha de lanzamiento el 7 de marzo de 2019, que se retrasó hasta el 23 de mayo de 2019.
Se han publicado varias piezas de contenido descargable, que incluyen lo siguiente:
| Nombre                  | Fecha de lanzamiento | Descripción |
| ----------------------- | -------------------- | --- |
| Yellow Turban Rebellion | Mayo de 2019         | Agrega tres facciones jugables asociadas con la rebelión de los Turbantes Amarillos en la campaña principal.                                                           |
| Reign of Blood          | Junio de 2019        | Añade sangre y efectos gore. |
| Eight Princes           | Agosto de 2019       | Agrega una nueva campaña basada en la guerra de los Ocho Príncipes, sucedida un siglo después del inicio de la campaña original.                                       |
| Mandate of Heaven       | Enero de 2020        | Agrega una campaña que comienza a modo de precuela en 182, describiendo el inicio de la rebelión de los Turbantes Amarillos y que puede continuar con la campaña base. |
| A World Betrayed        | Marzo de 2020        | Agrega una nueva campaña que comienza en 194 después de la campaña principal del juego original.                                                                       |
| The Furious Wild        | Septiembre de 2020   | Expande el mapa de campaña en el suroeste y agrega facciones Nanman.                                                                                                   |
| Fates Divided           | Marzo de 2021        | Agrega una nueva campaña a partir de 200 que se centra en la batalla de Guandu.                                                                                        |

| Nombre          | Fecha de lanzamiento | Descripción                                                                                              |
| --------------- | -------------------- | --- |
| Tao Qian        | Enero de 2020        | Agrega al líder Tao Qian y una nueva mecánica de facciones, la de población desplazada.                  |
| White Tiger Yan | Marzo de 2020        | Agrega al líder Yan Baihu con las mecánicas de facción únicas Shanyue Camps y White Tiger Confederation. |
| Shi Xie         | Septiembre de 2020   | Agrega al líder Shi Xie con la mecánica de facción única Splendor.                                       |

## Recepción y crítica
Total War: Three Kingdoms recibió críticas positivas de los críticos, y muchos elogiaron específicamente la mecánica de juego impulsada por los personajes y los elementos de narración de historias.
El doblaje al español ha sido considerado de gran calidad e inmersión, mientras que las conversaciones entre generales respeta el idioma chino.

### Ventas
Según la desarrolladora Creative Assembly, Total War: Three Kingdoms es el videojuego de la serie Total War más reservado hasta hoy en día. El juego también estableció el récord de jugadores concurrentes para la serie Total War, con más de 160 000 personas jugando simultáneamente el día del lanzamiento y llegando a 192 000 el primer fin de semana, lo que lo convierte en el mayor juego de estrategia concurrente en Steam. Three Kingdoms se convirtió en el videojuego más vendido en la historia de la franquicia, vendiendo más de un millón de copias en menos de una semana desde su lanzamiento inicial.

### Premios
| Añ0  | Premio                              | Categoría                                  | Resultado | Ref    |
| ---- | ----------------------------------- | ------------------------------------------ | --------- | ------ |
| 2018 | Game Critics Awards                 | Mejor juego de estrategia                  | Ganador   | [ 28 ] |
| 2018 | Gamescom                            | Mejor juego de estrategia                  | Ganador   | [ 29 ] |
| 2019 | Premios Golden Joystick             | Mejor juego de PC                          | Nominado  | [ 30 ] |
| 2019 | The Game Awards 2019                | Mejor juego de estrategia                  | Nominado  | [ 31 ] |
| 2020 | D.I.C.E. Awards                     | Mejor juego de estrategia/simulación       | Nominado  | [ 32 ] |
| 2020 | NAVGTR Awards                       | Dirección de arte, época de influencia     | Nominado  | [ 33 ] |
| 2020 | NAVGTR Awards                       | Motor de juego                             | Nominado  | [ 33 ] |
| 2020 | NAVGTR Awards                       | Videojuego, estrategia                     | Nominado  | [ 33 ] |
| 2020 | NAVGTR Awards                       | Rendimiento del drama original, franquicia | Nominado  | [ 33 ] |
| 2020 | 16.avo Premios BAFTA de Videojuegos | Juego británico                            | Pendiente | [ 34 ] |